# Karel Novy
Karel Novy (* 12. Juni 1980 in Domažlice, Tschechoslowakei; heute Tschechien) ist ein Schweizer Freistilschwimmer. Nach seiner sportlichen Karriere promovierte er an der ETH Zürich in Biotechnologie.

## Karriere
Von 1999 bis 2003 konnte er bei den Kurzbahneuropameisterschaften insgesamt drei Bronzemedaillen gewinnen. Bei den nationalen Meisterschaften 2000 unterbot er den nationalen Rekord über 100 m Freistil zwei Mal und schwamm als erster Schweizer die 100 m unter 50 Sekunden.
Bei den Olympischen Sommerspielen im gleichen Jahr belegte er im Rennen über 100 m Freistil den 19. Rang. Vier Jahre später bei den Spielen in Athen trat er zudem noch über 50 m Freistil an, hier belegte er den 16. und über 100 m den 22. Platz. In Peking 2008 trat Novy nur in der 4 × 100-m-Freistilstaffel an.